# Pronumele în limba maghiară
Acest articol se limitează la acea parte a morfologiei limbii maghiare care se ocupă de pronume, tratând clasificarea, formarea și utilizarea lor pronominală și adjectivală, precum și morfemele care exprimă categoriile gramaticale ce le caracterizează: persoana, numărul și cazul.

## Clasificarea pronumelor
Majoritatea gramaticilor limbii maghiare iau în seamă nouă specii de pronume: personale, reflexive, de reciprocitate, posesive, demonstrative, interogative, relative, nehotărâte și generale.
În funcție de părțile de vorbire pe care le pot înlocui, pronumele se împart în substantivale, adjectivale și numerale.
Pronume substantivale sunt pronumele personale, pronumele reflexive, pronumele de reciprocitate, pronumele posesive, o parte din pronumele demonstrative, două pronume interogative, pronumele relative, pronumele nehotărâte și pronumele generale.
Categoria pronumelor adjectivale cuprinde o parte din pronumele demonstrative și o parte din pronumele interogative.
Printre pronumele numerale se află unele pronume demonstrative și unele pronume interogative.
Gramaticile limbii maghiare consideră tot pronume și ceea ce gramaticile românești consideră adjective pronominale. Și în maghiară sunt cuvinte care pot fi numai pronume (de exemplu cele personale, cele reflexive, cel de reciprocitate și cele posesive), cuvinte care pot fi pronume sau adjective (majoritatea celor demonstrative și a celor interogative, o parte din cele relative, nehotărâte și generale) și unele cuvinte care pot fi numai adjective pronominale.

## Pronumele personale
Formele de nominativ și de acuzativ ale pronumelui personal sunt:
| Nominativ | én „eu”        | te „tu”         | ő „el/ea”     | mi „noi”                    | ti „voi”                      | ők „ei/ele”      |
| Acuzativ  | engem „pe mine | téged „pe tine” | őt „pe el/ea” | minket / bennünket „pe noi” | titeket / benneteket „pe voi” | őket „pe ei/ele” |

Ca în română, există pronume pentru două grade diferite de adresare politicoasă: pronumele maga (la plural maguk), de la rădăcina mag, corespunde aproximativ cu dumneata, dar este mai frecvent folosit decât corespondentul românesc, deci poate fi echivalat și cu „dumneavoastră”. Gradul superior de politețe este exprimat cu pronumele ön (plural önök) „dumneavoastră”.
Ca în limba română, persoana verbului este exprimată de desinența acestuia, de aceea pronumele personal la nominativ se folosește împreună cu verbul numai dacă se scoate în evidență persoana: Beszéltem az igazgatóval. „Am vorbit cu directorul” – Én beszéltem az igazgatóval. „Eu am vorbit cu directorul”.
Numai pronumele personale de persoana a treia formează acuzativul ca substantivele, celelalte având forme neregulate.
Celelalte cazuri ale pronumelor de politețe se formează ca cele ale substantivelor, aceste pronume având toate cazurile pe care le au substantivele. Însă aceleași cazuri ale celorlalte pronume nu se formează de la nominativ + o desinență cazuală, ci se folosesc desinențele, la care se adaugă sufixele posesive pentru obiectul posedat. Acestor forme le lipsesc cazurile translativ-factitiv, terminativ, formativ și esiv-formal:
| Caz          | Sufix          | én „eu” | te „tu” | ő „el/ea” | mi „noi” | ti „voi”  | ők „ei/ele” | Exemplu în propoziție                                                                     |
| ------------ | -------------- | ------- | ------- | --------- | -------- | --------- | ----------- | ----------------------------------------------------------------------------------------- |
| dativ        | -nak/-nek      | nekem   | neked   | neki      | nekünk   | nektek    | nekik       | Add nekem a kocsidat „Dă-mi mașina ta”                                                    |
| instrumental | -val/-vel      | velem   | veled   | vele      | velünk   | veletek   | velük       | Veled megyek „Merg cu tine”                                                               |
| cauzal-final | -ért           | értem   | érted   | érte      | értünk   | értetek   | értük       | Értetek teszek mindent „Pentru voi fac totul”                                             |
| inesiv       | -ban/-ben      | bennem  | benned  | benne     | bennünk  | bennetek  | bennük      | Bízom bennetek „Am încredere în voi”                                                      |
| superesiv    |                | rajtam  | rajtad  | rajta     | rajtunk  | rajtatok  | rajtuk      | Rajtad a sor „E rândul tău”                                                               |
| adesiv       | -nál/-nél      | nálam   | nálad   | nála      | nálunk   | nálatok   | náluk       | Nálad van a kulcs „Cheia e la tine”                                                       |
| sublativ     | -ra/-re        | rám     | rád     | rá        | ránk     | rátok     | rájuk       | Rátok várok „Pe voi vă aștept”                                                            |
| delativ      | -ról/-ről      | rólam   | rólad   | róla      | rólunk   | rólatok   | róluk       | Róluk van szó „Este vorba despre ei/ele”                                                  |
| ilativ       | -ba/-be        | belém   | beléd   | belé      | belénk   | belétek   | beléjük     | Szerelmes beléd „Este îndrăgostit(ă) de tine”                                             |
| elativ       | -ból/-ből      | belőlem | belőled | belőle    | belőlünk | belőletek | belőlük     | Levágott egy ágat és furulyát csinált belőle „A tăiat o creangă și a făcut fluier din ea” |
| alativ       | -hoz/-hez/-höz | hozzám  | hozzád  | hozzá     | hozzánk  | hozzátok  | hozzájuk    | Hozzátok jöttem „La voi am venit”                                                         |
| ablativ      | -tól/-től      | tőlem   | tőled   | tőle      | tőlünk   | tőletek   | tőlük       | Nem várok tőlük semmit „Nu aștept nimic de la ei/ele”                                     |

Forma de nominativ a fiecărui pronume personal poate alcătui cuvinte compuse cu formele cazuale din tabelul de mai sus, de aceeași persoană, pentru a întări persoana: Tehozzád jöttem „La tine am venit”, Őtőle jövök „De la el/ea vin”. În acest caz, forma de nominativ de persoana a treia plural se reduce la ő: Őtőlük jövök „De la ei/ele vin”.
Pronumele personale corespund și adjectivelor posesive din română, exprimând posesorul cu forma de nominativ, dar sunt folosite cu această funcție numai dacă se accentuează persoana posesorului: az én házam „casa mea”, a te házad „casa ta” etc.

## Pronumele reflexive
De la rădăcina mag, de la care se formează și pronumele de politețe maga (pl. maguk), se formează și pronumele reflexive, care se folosesc în primul rând ca pronume de întărire, neluate în seamă ca atare de gramaticile limbii maghiare. Ele se pot folosi cu sau fără pronumele personale. Formele lor de nominativ sunt:
(én) magam „eu însumi/însămi”
(te) magad „tu însuți/însăți”
(ő) maga „el însuși / ea însăși”
(mi) magunk „noi înșine/însene”
(ti) magatok „voi înșivă/însevă”
(ők) maguk „ei înșiși / ele înseși”
Exemplu în propoziție: (Ti) magatok vagytok a hibásak „Voi înșivă/însevă sunteți de vină”.
Cu cuvântul saját sau cu prefixul ön-, aceste pronume primesc o tărie suplimentară: Saját magad mondtad ezt „Chiar tu ai spus asta”, Nincs tisztában önmagával „Nu e în clar cu el însuși / ea însăși”.
Aceste pronume pot avea aceleași cazuri ca pronumele personale, dar se declină ca substantivele, cu particularitatea că la acuzativ formele de persoana întâi și a doua singular pot fi identice în unele situații cu nominativul.
Ca pronume reflexive în sensul celor din română sunt folosite formele de acuzativ și de dativ ale acestor pronume: Nézi magát a tükörben „Se privește în oglindă”, Nadrágot varrt magának „Și-a cusut o pereche de pantaloni”, Ismerem magam(at) „Mă cunosc”, Megismerted magad(at) a fényképen? „Te-ai recunoscut în fotografie?”
Mai există și un așa-numit „pronume de reciprocitate”, egymás, de persoana a treia singular, care corespunde în română perechii de pronume nehotărâte „unul/una/unii/unele … altul/alta/alții/altele”. Poate fi folosit cu desinențe cazuale ca pronumele maga: Látták egymást „S-au văzut (unul pe altul)”, Írnak egymásnak „Își scriu unul altuia”, Elváltak egymástól „S-au despărțit (unul de altul)”.

## Pronumele posesive
Aceste pronume sunt totdeauna precedate de articolul hotărât. Formele lor sunt:
| Posesor(i)         | Obiect(e) posedat(e)       | Persoana I                                   | Persoana a II-a                                | Persoana a III-a           |
| ------------------ | -------------------------- | -------------------------------------------- | ---------------------------------------------- | -------------------------- |
| Un posesor         | Un obiect posedat          | az enyém „al meu, a mea”                     | a tied sau tiéd „al tău, a ta”                 | az övé „al său, a sa”      |
| Un posesor         | Mai multe obiecte posedate | az enyéim „ai mei, ale mele”                 | a tieid sau tiéid „ai tăi, ale tale”           | az övéi „ai săi, ale sale” |
| Mai mulți posesori | Un obiect posedat          | a mienk sau miénk „al nostru, a noastră”     | a tietek sau tiétek „al vostru, a voastră”     | az övék „al lor, a lor”    |
| Mai mulți posesori | Mai multe obiecte posedate | a mieink sau miéink „ai noștri, ale noastre” | a tieitek sau tiéitek „ai voștri, ale voastre” | az övéik „ai lor, ale lor” |

Tot pronume posesive sunt considerate și pronumele personale de politețe prevăzute cu sufixul -é al posesorului, același care se aplică și substantivelor:
| Posesor(i)         | Obiect(e) posedat(e)       | maga                             | ön                               |
| ------------------ | -------------------------- | -------------------------------- | -------------------------------- |
| Un posesor         | Un obiect posedat          | a magáé „al/a dumitale”          | az öné „al/a dumneavoastră”      |
| Un posesor         | Mai multe obiecte posedate | a magáéi „ai/ale dumitale”       | az önéi „ai/ale dumneavoastră”   |
| Mai mulți posesori | Un obiect posedat          | a maguké „al/a dumneavoastră”    | az önöké „al/a dumneavoastră”    |
| Mai mulți posesori | Mai multe obiecte posedate | a magukéi „ai/ale dumneavoastră” | az önökéi „ai/ale dumneavoastră” |

Pentru a exprima o posesie exclusivă, în locul pronumelor posesive se pot folosi cuvântul saját cu sufixele pentru obiectul posedat, sau maga cu aceste sufixe, plus cel pentru posesor (-é): Töltöttem pezsgőt Péter poharába, de a sajátomba/magaméba nem „Am turnat șampanie în paharul lui Péter, dar în al meu nu”.
Pronumele posesive se declină ca substantivele (Ne csak Péter poharába tölts pezsgőt, az enyémbe is! „Nu turna șampanie numai în paharul lui Péter, ci și în al meu!”) și se pot construi cu postpoziții: A kocsimmal a tiétek mögé állok „Îmi parchez mașina după a voastră”.

## Pronumele demonstrative
Formele lor:
| Apropiere                                     | Apropiere                                   | Depărtare                                    | Depărtare                                |
| Singular                                      | Plural                                      | Singular                                     | Plural                                   |
| --------------------------------------------- | ------------------------------------------- | -------------------------------------------- | ---------------------------------------- |
| ez „acest(a) / această, aceasta”              | ezek „acești(a) / aceste(a)”                | az „acel(a) / ace(e)a”                       | azok „acei(a) / acele(a)”                |
| emez „acest(a) / această, aceasta”            | emezek „acești(a) / aceste(a)”              | amaz „acel(a) / ace(e)a”                     | amazok „acei(a) / acele(a)”              |
| ugyanez „același / aceeași”                   | ugyanezek „aceiași / aceleași”              | ugyanaz „același / aceeași”                  | ugyanazok „aceiași / aceleași”           |
| mindez „tot acest / toată această”            | mindezek „toți acești(a) / toate aceste(a)” | mindaz „tot acel / toată acea”               | mindazok „toți acei(a) / toate acele(a)” |
| ilyen „ca ace(a)sta”                          | ilyenek „ca aceștia/acestea”                | olyan „ca acela/aceea”                       | olyanok „ca aceia/acelea”                |
| ugyanilyen „la fel ca ace(a)sta”              | ugyanilyenek „la fel aceștia/acestea”       | ugyanolyan „la fel ca acela/aceea”           | ugyanolyanok „la fel ca aceia/acelea”    |
| efféle „de acest fel”                         | effélék „de acest fel”                      | afféle „de acest fel”                        | affélék „de acest fel”                   |
| ekkora „de mărimea aceasta”                   | ekkorák „de mărimea aceasta”                | akkora „de mărimea aceasta”                  | akkorák „de mărimea aceasta”             |
| ugyanekkora „de aceeași mărime”               | ugyanekkorák „de aceeași mărime”            | ugyanakkora „de aceeași mărime”              | ugyanakkorák „de aceeași mărime”         |
| ennyi „atât(a) / atâți(a) / atâtea”           | –                                           | annyi „atât(a) / atâți(a) / atâtea”          | –                                        |
| ugyanennyi „ tot atât(a) / atâți(a) / atâtea” | –                                           | ugyanannyi „tot atât(a) / atâți(a) / atâtea” | –                                        |

Observații:
1. Din punct de vedere fonologic, formele de apropiere și de depărtare se deosebesc prin gradul de anterioritate a vocalelor pe care le conțin, fără a se ține seama de cele din cuvintele cu care se formează pronumele compuse. Astfel, formele de apropiere conțin vocale anterioare, iar cele de depărtare – posterioare.
2. Foarte frecvent, pronumele demonstrativ de depărtare se folosește în propoziție regentă ca antecedent al unei propoziții subordonate, dar în acest caz nu mai exprimă depărtarea: Azt mondta, hogy esik az eső „A spus că plouă” (literal „Aceea a spus că plouă”).
3. Fiecare pronume demonstrativ poate fi și adjectiv demonstrativ, adică atribut: Ezt a kocsit veszem meg „Mașina asta o cumpăr” – Ezt veszem meg „Pe asta o cumpăr”; Ilyen kocsit ne vegyél „Așa mașină să nu cumperi” – Ilyet ne vegyél „Așa ceva să nu cumperi.”; Ugyanannyi pénzem van, mint neki „Am tot atâția bani ca el/ea” – Ugyanannyim van, mint neki „Am tot atâția ca el/ea”.
4. Formele emez „acest(a)/această, aceasta” (pl. emezek) și amaz „acel(a)/ace(e)a” (pl. amazok) se folosesc în opoziție și cu ez și cu az, atunci când este vorba de trei obiecte sau trei grupări de obiecte: Az a szék kényelmes, ez kényelmetlen, emez pedig még kényelmetlenebb „Scaunul acela e comod, acesta e incomod, iar acesta și mai incomod”; Ezek a könyvek olcsók, azok drágábbak, amazok pedig még drágábbak „Cărțile acestea sunt ieftine, acelea sunt mai scumpe, iar acelea și mai scumpe”.
5. Pronumele demonstrative ez, az și cele compuse cu acestea, folosite adjectival, sunt urmate de substantivul determinat articulat cu articol hotărât și se acordă cu substantivul (ez a ház „casa aceasta”, ezek a házak „casele acestea”, ezért a házért „pentru casa aceasta”), dar altele se comportă ca adjectivele calificative cu funcție de atribut, adică nu se acordă cu substantivul determinat, care este nearticulat: ilyen ház „astfel de casă”, ilyen házak „astfel de case”, ilyen házért „pentru o astfel de casă”.
6. Dacă un substantiv se construiește cu o postpoziție, pronumele demonstrative ez, az și cele compuse cu acestea, folosite adjectival, sunt urmate de aceeași postpoziție: ez alatt a ház alatt „sub casa aceasta”, az után a baleset után „după accidentul acela”. Dacă postpoziția începe cu consoană, pronumele ez și az se reduc la e, respectiv a: e mellett az épület mellett „lângă clădirea aceasta”, a miatt az asszony miatt „din cauza acelei femei”.
7. Pronumele az, azok se folosește și pentru evitarea confuziei referitoare la subiectul propoziției: A kislány intett a papájának. Az rögtön odalépett „Fetița i-a făcut semn tatălui său. Acesta a venit la ea imediat”.
8. În maghiară, numele predicativ nu poate fi subînțeles. Pentru a evita repetarea lui, se folosește pronumele az, azok: Románok vagytok? – Azok vagyunk „Sunteți români? – Suntem”.

### Declinarea pronumelor demonstrative
Pronumele demonstrative pot primi aceleași desinențe cazuale ca substantivele. Consoana z a pronumelor ez și az asimilează prima consoană a unor sufixe și este asimilată de prima consoană a altor sufixe:
| ez + ből → ebből           | az + ból → abból           | Ebből adj! „Dă-mi din asta!”                                |
| ez + hez → ehhez           | az + hoz → ahhoz           | Mit szólsz ehhez? „Ce zici de asta?”                        |
| ez + nek → ennek           | az + nak → annak           | Annak az úrnak szóljon! „Adresați-vă domnului aceluia!”     |
| ez + ről → erről           | az + ról → arról           | Erről ne beszélj! „Despre asta să nu vorbești!”             |
| ez + től → ettől           | az + tól → attól           | Nem félek attól a kutyától „Nu mi-e frică de câinele acela” |
| ez + vé → ezzé             | az + vá → azzá             | Ezzé váltak az álmaim „Asta au devenit visurile mele”       |
| ez + vel → ezzel sau evvel | az + val → azzal sau avval | Azzal/Avval a tollal írjál! „Scrie cu stiloul acela!”       |

Sufixul -ig provoacă schimbarea lui z în dd:
| ez + ig → eddig | az + ig → addig | Addig a fáig megyek „Merg până la copacul acela” |

Pronumele ilyen și olyan pierd consoana n la acuzativ: Ilyet ne mondj! „Nu spune așa ceva!”, Olyat akarok „Vreau unul/una ca acela/aceea”.

## Pronumele interogative
Formele acestora sunt:
| Singular    | Plural      | Exemplu                                                                            |
| ----------- | ----------- | ---------------------------------------------------------------------------------- |
| ki?         | kik?        | Kik ezek az emberek? „Cine sunt oamenii aceștia?”                                  |
| mi?         | mik?        | Mik történtek itt? „Ce lucruri s-au întâmplat aici?”                               |
| melyik?     | melyek?     | Melyek tetszenek? „Care îți plac?”                                                 |
| milyen?     | milyenek?   | Milyen lakást veszel? „Ce (fel de) locuință cumperi?”                              |
| melyik?     | mely?       | Mely filmek érdekelnek? „Care filme te interesează?”                               |
| miféle?     | mifélék?    | Miféle ruhákat viselsz? „Ce fel de haine porți?”                                   |
| mekkora?    | mekkorák?   | Mekkora a stadion? „Cât de mare e stadionul?”                                      |
| hány?       | hány?       | Hány vendég jön? „Câți invitați vin?”                                              |
| mennyi?     | mennyi?     | Mennyi tejet akarsz a kávéba? „Cât lapte vrei în cafea?”                           |
| hányadik?   | hányadik?   | Hányadik vagy a listán? „Al câtelea/A câta ești pe listă?”                         |
| hányszor?   | hányszor?   | Hányszor kell megforgatni a palacsintát? „De câte ori trebuie întoarse clătitele?” |
| hányadszor? | hányadszor? | Hányadszor veszel részt a versenyen? „A câta oară participi la concurs?”           |

Observații:
1. Ki? și mi? au și forme de limbaj familiar, kicsoda?, respectiv micsoda?, compuse cu substantivul csoda „minune”.
2. Ki?, kik?, mi?, mik?, melyek?, hányszor? și hányadszor? sunt numai pronume, melyik?, hány?, mennyi? și hányadik? pot fi și pronume, și adjective, iar mely? este numai adjectiv.
3. Melyik? ca pronume poate primi sufixele de plural pentru obiectul posedat: melyikünk? „care din noi?”, melyiketek? „care din voi?”, melyikük? „care din ei/ele?”
4. În afară de hányszor? și hányadszor?, toate pronumele și adjectivele interogative pot primi desinențele cauzale, mai puțin pe cele de terminativ (-ig) și esiv-formal (-ul/-ül). Milyen? îl pierde pe n la acuzativ: milyet?
5. Pronumele ki? și mi? pot primi sufixele pentru obiectul posedat: Kije neki az az ember? „Cine îi este omul acela?”, Mid fáj? „Ce te doare?”
6. Pronumelor ki?, mi?, melyik? și hányadik? li se poate adăuga sufixul posesorului: Kié az a kocsi? „A cui e mașina aceea?”, Mié ez az alkatrész? „De la ce e piesa asta?”, Ez egy intézmény neve lehet, de melyiké? „O fi numele unei instituții, dar al căreia?”
7. Cuvintele interogative referitoare la cantitate sunt două: hány? pentru numărul de entități numărabile (Hány csésze kávét iszol naponta? „Câte cești de cafea bei pe zi?”), mennyi? pentru cantitatea unei mase indivizibile sau pentru un preț: Mennyi kávét iszol? „Câtă cafea bei?”, Mennyi a kabát ára? „Care este prețul paltonului?”

## Ponumele relative
Forme:
| Singular  | Plural    | Exemplu                                                                                               |
| --------- | --------- | --- |
| aki       | akik      | az az ember, aki ott áll „omul care stă acolo”                                                        |
| ami       | amik      | az, ami fontos „ceea ce este important”                                                               |
| amely     | amelyek   | az ágyak, amelyeket a kirakatban láttunk „paturile pe care le-am văzut în vitrină”                    |
| amelyik   | amelyek   | Azt a könyvet adom neked, amelyiket akarod „Îți dau cartea pe care o vrei”                            |
| amilyen   | amilyenek | Olyan lámpát vegyünk, amilyen Kovácséknak van „Să ne cumpărăm o lampă cum are familia Kovács”         |
| amekkora  | amekkorák | Akkora fagyit kapsz, amekkorát kérsz. „Ai să primești o înghețată atât de mare, cât de mare dorești.” |
| ahány     | ahány     | Annyi könyvet rendelünk, ahány kell „Comandăm atâtea cărți, câte trebuie”                             |
| amennyi   | amennyi   | Annyi húst vegyél, amennyi egy hétre elég „Cumpără atâta carne, câtă ajunge pentru o săptămână”       |
| ahányszor | ahányszor | Annyiszor megyek be, ahányszor akarok „De atâtea ori intru, de câte ori vreau”                        |

Observații:
1. Forma pronumelor relative este cea a pronumelor interogative precedate de vocala a sudată cu ele.
2. Pronumele aki se referă totdeauna la persoane.
3. Pronumele ami poate avea ca antecedent o noțiune nedefinită exprimată printr-un pronume demonstrativ (Ez az, ami a legjobban fáj „Asta e ceea ce doare cel mai tare”) sau nehotărât: Van valami, amit nem értek „Este ceva ce nu înțeleg”.
4. Pronumele amely se poate referi la un obiect, o noțiune sau un animal: az ágyak, amelyeket a kirakatban láttunk „paturile pe care le-am văzut în vitrină”, a hideg, amelytől mindenki szenved „frigul de care suferă toți”, a kutya, amelynek a csontot adtam „câinele căruia i-am dat osul”.
5. Pronumele amelyik (cu aceeași formă de plural ca amely) servește la a desemna un element bine definit dintr-un grup, fie obiect (Azt a könyvet adom neked, amelyiket akarod „Îți dau cartea pe care o vrei”), fie persoană: Amelyikünk előbb ér haza, (az) megmelegíti a levest „Acela dintre noi care ajunge primul acasă, încălzește supa”.
6. Pronumele relative pot primi aceleași desinențe cazuale ca și pronumele demonstrative, și pot fi construite cu postpoziții.

## Pronumele nehotărâte
Majoritatea pronumelor nehotărâte se construiesc cu elementele prime de compunere vala- sau né-, cele mai multe având ca al doilea element un pronume interogativ. Formele pronumelor nehotărâte sunt următoarele:
- formate cu vala-:

| Formă      | Natura substantivului înlocuit sau determinat          | Parte de vorbire | Exemplu                                                                                                 |
| ---------- | ------------------------------------------------------ | ---------------- | --- |
| valaki     | nume de persoană                                       | pronume          | Csöngetett valaki „A sunat cineva”                                                                      |
| valami     | nume de lucru                                          | pronume          | Van itt valami „E ceva aici”                                                                            |
| valamelyik | nume de persoană sau de lucru                          | adjectiv         | Valamelyik fővárosi lapnál dolgozik „Lucrează la unul din ziarele din capitală”                         |
| valamelyik | nume de persoană sau de lucru                          | pronume          | Valamelyikünk be fog vásárolni „Careva dintre noi va face cumpărături”                                  |
| valamilyen | nume de lucru sau de persoană                          | adjectiv         | Majd találok valamilyen munkát „O să găsesc vreun loc de muncă”                                         |
| valamilyen | nume de lucru sau de persoană                          | pronume          | Még nincs munkám, de majd találok valamilyet „Încă n-am loc de muncă, dar o să găsesc vreunul”          |
| valamennyi | nume de persoană sau de lucru la plural                | adjectiv         | Valamennyi könyv a táskámban van „Toate cărțile sunt în geanta mea”                                     |
| valamennyi | nume de persoană sau de lucru la plural                | pronume          | Több könyvet vettem; valamennyi a táskámban van „Am cumpărat mai multe cărți; toate sunt în geanta mea” |
| valamennyi | nume de materie sau de substantiv abstract la singular | adjectiv         | Ott töltöttem valamennyi időt „Am petrecut acolo câtva timp”                                            |
| valamennyi | nume de materie sau de substantiv abstract la singular | pronume          | Ha van időd, tölts velem is valamennyit „Dacă ai timp, stai și cu mine puțin”                           |

- formate cu né-:

| Formă      | Natura substantivului înlocuit sau determinat | Parte de vorbire | Exemplu |
| ---------- | --------------------------------------------- | ---------------- | --- |
| némi       | nume de lucru                                 | adjectiv         | Némi habozás után igent mondott „După oarecare ezitare a spus da”                                                 |
| némely(ik) | nume de lucru sau de persoană                 | adjectiv         | Némely(ik) törvény teljesen érthetetlen „Unele legi sunt total de neînțeles”                                      |
| némelyik   | nume de lucru sau de persoană                 | pronume          | Ezek közül a törvények közül némelyik teljesen érthetetlen „Dintre legile acestea, unele sunt total de neînțeles” |
| néhány     | nume de lucru sau de persoană                 | adjectiv         | Néhány részlet még nincs tisztázva „Câteva amănunte încă nu sunt clarificate”                                     |
| néhány     | nume de lucru sau de persoană                 | pronume          | A részletek közül néhány még nincs tisztázva „Dintre amănunte, câteva încă nu sunt clarificate”                   |

- altele:

| Formă       | Natura substantivului înlocuit sau determinat | Parte de vorbire | Exemplu |
| ----------- | --------------------------------------------- | ---------------- | --- |
| egy se(m)   | nume de persoană sau de lucru                 | pronume          | Egy se(m) jött el „Niciunul/Niciuna n-a venit”                                                                                             |
| egyik se(m) | nume de persoană sau de lucru                 | adjectiv         | Egyik megoldás se(m) jó „Niciuna din soluții nu e bună”                                                                                    |
| (az) egyik  | nume de persoană sau de lucru                 | adjectiv         | Az egyik szemem sír, a másik meg nevet „Cu un ochi râd, cu celălalt plâng”                                                                 |
| (az) egyik  | nume de persoană sau de lucru                 | pronume          | Két kocsijuk van, de csak az egyiket használják. „Au două mașini, dar o folosesc numai pe una”                                             |
| egyes       | nume de persoană sau de lucru la plural       | adjectiv         | Egyes embereknek nincs gyakorlati érzékük „Unii oameni nu au simț practic”                                                                 |
| egyesek     | nume de persoană sau de lucru la plural       | pronume          | Egyeseknek több gyakorlati érzékük van, mint másoknak „Unii au mai mult simț practic decât alții”                                          |
| másik       | nume de persoană sau de lucru                 | adjectiv         | Add ide a másik csavarhúzót; ez nem jó. „Dă-mi cealaltă șurubelniță; asta nu e bună.”                                                      |
| másik       | nume de persoană sau de lucru                 | pronume          | Ez a csavarhúzó nem jó; adj egy másikat „Șurubelnița asta nu e bună; dă-mi alta”                                                           |
| más         | nume de persoană sau de lucru la singular     | adjectiv         | Nem kell más partner „Nu-mi trebuie alt partener”                                                                                          |
| más         | nume de persoană sau de lucru la singular     | pronume          | Nem kell semmi más „Nu-mi trebuie nimic altceva”                                                                                           |
| mások       | nume de persoană sau de lucru la plural       | pronume          | Az érdekel, amit a barátom mond; amit mások mondanak, nem érdekel „Mă interesează ce spune prietenul meu; ce spun alții nu mă interesează” |
| ki-ki       | nume de persoană                              | pronume          | Ki-ki megtalálta a maga párját „Fiecare (în parte) și-a găsit perechea”                                                                    |

## Pronumele generale
Unii autori includ aceste pronume și adjective printre cele nehotărâte fără a le numi cu un termen aparte, dar alții le consideră o clasă aparte sau o subclasă a celor nehotărâte. Și acestea sunt compuse cu pronumele interogative, având ca element prim de compunere akár-/bár- (cu înțeles concesiv), mind- (cumulativ) sau se- (negativ). 
- Formate cu akár-/bár-:

| Formă                    | Natura substantivului înlocuit sau determinat | Parte de vorbire | Exemplu |
| ------------------------ | --------------------------------------------- | ---------------- | --- |
| akárki / bárki           | nume de persoană                              | pronume          | Ezt akárki meg tudja mondani „Oricine poate spune asta”                                                             |
| akármi / bármi           | nume de lucru                                 | pronume          | Itt beszélhetünk bármiről „Aici putem vorbi despre orice”                                                           |
| akármelyik / bármelyik   | nume de persoană sau de lucru                 | adjectiv         | Akármelyik megoldás jó „Oricare soluție e bună”                                                                     |
| akármelyik / bármelyik   | nume de persoană sau de lucru                 | pronume          | Bármelyikükkel elmehetek „Pot pleca cu oricare din ei/ele”                                                          |
| akármilyen / bármilyen   | nume de persoană sau de lucru                 | adjectiv         | Nem olvasok akármilyen ujságot „Nu citesc orice (fel de) ziar”                                                      |
| akármilyen / bármilyen   | nume de persoană sau de lucru                 | pronume          | Sok újság kapható, de nem olvasok akármilyet „Se găsesc multe ziare, dar nu citesc de orice fel”                    |
| akármekkora / bármekkora | nume de lucru                                 | adjectiv         | Adhatsz akármekkora szeget „Poți să-mi dai un cui de orice mărime”                                                  |
| akármekkora / bármekkora | nume de lucru                                 | pronume          | Nem számít a szeg nagysága. Adhatsz bármekkorát. „Nu contează mărimea cuiului. Poți să-mi dai unul de orice mărime” |
| akárhány / bárhány       | nume de persoană sau de lucru la plural       | adjectiv         | Akárhány ember jön, én mindet fogadom „Oricâți oameni vin, eu îi primesc pe toți”                                   |
| akárhány / bárhány       | nume de persoană sau de lucru la plural       | pronume          | Jöhet sok ember. Én bárhányat fogadok „Pot să vină mulți oameni. Eu primesc oricâți”                                |
| akármennyi / bármennyi   | nume de materie                               | adjectiv         | Bármennyi kávét meg tud inni „Poate să bea oricâtă cafea”                                                           |
| akármennyi / bármennyi   | nume de materie                               | pronume          | Adhatsz neki sok kávét. Bármennyit meg tud inni „Poți să-i dai multă cafea. Poate să bea oricâtă”                   |

- Mind și formate cu mind-:

| Formă                   | Natura substantivului înlocuit sau determinat | Parte de vorbire | Exemplu                                                                                  |
| ----------------------- | --------------------------------------------- | ---------------- | ---------------------------------------------------------------------------------------- |
| mind                    | nume de materie                               | pronume          | Vett egy liter vizet, és mind(et) megitta „A cumpărat un litru de apă și a băut-o toată” |
| mind                    | nume de persoane                              | pronume          | Balesetük volt, de mind jól vannak „Au avut un accident, dar toți/toate sunt bine”       |
| mind                    | nume de lucruri                               | pronume          | Sok hely van, de mind foglalt „Sunt multe locuri, dar toate sunt ocupate”                |
| minden                  | nume de persoană sau de lucru                 | adjectiv         | Minden ember halandó „Toți oamenii sunt muritori”                                        |
| minden                  | nume de lucru                                 | pronume          | Minden rendben van „Totul e în regulă”                                                   |
| mindenki                | nume de persoane                              | pronume          | Mindenki elment ebédelni „Toată lumea a plecat la masă”                                  |
| mindnyájan              | nume de persoane                              | pronume          | Balesetük volt, de mindnyájan jól vannak „Au avut un accident, dar toți/toate sunt bine” |
| mindegyik               | nume de persoană sau de lucru                 | adjectiv         | Mindegyik tanú mást mond „Fiecare martor spune altceva”                                  |
| mindegyik               | nume de persoană sau de lucru                 | pronume          | Mindegyik mást mond „Fiecare (din ei/ele) spune altceva”                                 |
| mindenféle / mindennemű | nume de persoană sau de lucru                 | adjectiv         | Mindenféle tárgyakat gyűjt „Colecționează tot felul de obiecte”                          |
| mindenféle / mindennemű | nume de persoană sau de lucru                 | pronume          | Mindenféléket gyűjt „Colecționează de toate”                                             |

- Formate cu se-:

| Formă               | Natura substantivului înlocuit sau determinat | Parte de vorbire | Exemplu |
| ------------------- | --------------------------------------------- | ---------------- | --- |
| senki               | nume de persoană                              | pronume          | Senki nem/se(m) telefonált „Nimeni n-a dat telefon” |
| semmi               | nume de lucru                                 | pronume          | Semmi nincs(en)/sincs(en) a hűtőszekrényben „Nu e nimic în frigider”                                                                                             |
| semelyik            | nume de persoană sau de lucru                 | adjectiv         | Semelyik ötlet se(m) jó „Niciuna din idei nu e bună” |
| semelyik            | nume de persoană sau de lucru                 | pronume          | Ezek közül az ötletek közül semelyik se(m) jó „Dintre ideile astea niciuna nu e bună”                                                                            |
| semmilyen/semmiféle | nume de persoană sau de lucru                 | adjectiv         | Semmilyen/Semmiféle szállodát nem/se(m) találtunk „N-am găsit niciun fel de hotel”                                                                               |
| semmilyen/semmiféle | nume de persoană sau de lucru                 | pronume          | Megelégedtünk volna egy rossz szállodával is, de semmilyet/semmifélét nem/se(m) találtunk „Ne-am fi mulțumit și cu un hotel prost, dar n-am găsit de niciun fel” |
| semennyi            | nume de materie                               | adjectiv         | Semennyi bort nem/se(m) ihatok „Nu pot bea deloc (nicio cantitate de) vin”                                                                                       |
| semennyi            | nume de materie                               | pronume          | Egy fél pohár bor nem sok, de én semennyit nem/se(m) ihatok „O jumătate de pahar de vin nu e mult, dar eu nu pot bea deloc”                                      |